# Jan Sluijters
Johannes Carolus Bernardus (Jan) Sluijters o Sluyters ('s-Hertogenbosch, 17 dicembre 1881 – Amsterdam, 8 maggio 1957) è stato un pittore olandese.

## Biografia
Jan Sluijters nacque a 's-Hertogenbosch il 17 dicembre 1881. Nel 1904 è vincitore del prestigioso Prix de Rome olandese con il dipinto a tema biblico Eliza en de zoon der Sunamitische vrouw (in italiano Eliseo e il figlio della donna sunamita).
Sluijters (spesso traslitterato in "Sluyters") fu tra i principali pionieri di vari movimenti postimpressionisti nei Paesi Bassi, in particolare del luminismo. Ha sperimentato diversi stili, tra cui il fauvismo e il cubismo. I soggetti dei suoi dipinti spaziano da studi di nudo a ritratti, paesaggi e nature morte.
La popolarità del pittore nei Paesi Bassi è testimoniata anche da un certo numero di strade che prendono da lui il nome, incluso un quartiere ad Amsterdam-Noord le cui strade prendono il nome dai pittori olandesi del XIX e XX secolo.

## Collezioni pubbliche

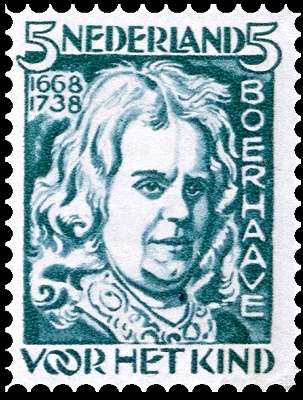
Francobollo olandese (1928) con Herman Boerhaave (disegno di Sluijters)

Tra le collezioni pubbliche che contengono opere di Jan Sluyters vanno citate:
- Dordrechts Museum - Dordrecht, Paesi Bassi
- Drents Museum - Assen, Paesi Bassi
- Museum Boijmans Van Beuningen - Rotterdam, Paesi Bassi
- Museo Noordbrabants - 's-Hertogenbosch, Paesi Bassi
- Nederlands Steendrukmuseum - Valkenswaard, Paesi Bassi
- Rijksmuseum Amsterdam, Paesi Bassi
- Singer Museum - Laren, Paesi Bassi
- Museo Stedelijk Alkmaar - Alkmaar, Paesi Bassi
- Van Abbemuseum - Eindhoven, Paesi Bassi
- Museo Van Gogh - Amsterdam, Paesi Bassi
- Museum de Fundatie - Zwolle, Paesi Bassi